# Myrcianthes rhopaloides
El chiso, riso o arrayán negro (Myrcianthes rhopaloides) es una especie de árbol de la familia de las mirtáceas, que se encuentra en Costa Rica, Panamá, Colombia, Venezuela, Ecuador, Perú y Bolivia. También se le llama guayabillo agrio y guayabillo de sabana.

## Hábitat
Vive en zonas de bosque húmedo en las laderas de las montañas, entre los 1700 y 3300 m de altitud, preferentemente por encima de los 2800 m s. n. m.

## Descripción
Alcanza 20 m de altura. El tronco mide entre 50 y 80 cm de diámetro; la corteza presenta parches lisos de color claro. Las flores de la planta son de color blanco. Los frutos tienen forma de globo, de 1 a 2 cm de diámetro, y al madurar se vuelven de color morado, vinotinto o marrón negruzco.

## Usos
Sus frutos son comestibles. Sus hojas se utilizan para dar sabor y como aromatizante de bebidas. En Ecuador, los frutos y las hojas se utilizan para preparar la colada morada. 
La madera es empleada en la fabricación de muebles y en la construcción. 
Sus hojas masticadas sirven para contrarrestar las caries, según la medicina tradicional.